# Leichtathletik-Weltmeisterschaften 2019/Teilnehmer (Dominica)
| Gelbes Symbol für Goldmedaillen mit stilisierten Olympischen Ringen | Graues Symbol für Silbermedaillen mit stilisierten Olympischen Ringen | Braundes Symbol für Bronzemedaillen mit stilisierten Olympischen Ringen |
| ------------------------------------------------------------------- | --------------------------------------------------------------------- | ----------------------------------------------------------------------- |
| —                                                                   | —                                                                     | —                                                                       |

Der Leichtathletikverband von Dominica nahm an den Leichtathletik-Weltmeisterschaften 2019 in Doha teil. Eine Athletin wurde vom dominicanischen Verband nominiert.

## Ergebnisse

### Frauen

#### Sprung/Wurf
| Athletin    | Disziplin  | Qualifikation | Qualifikation | Finale     | Finale |
| Athletin    | Disziplin  | Weite/Höhe    | Platz         | Weite/Höhe | Platz  |
| ----------- | ---------- | ------------- | ------------- | ---------- | ------ |
| Thea LaFond | Dreisprung | DNS           | DNS           | –          | –      |